# Víctor Guzmán
Víctor Alfonso Guzmán Guzmán (* 3. Februar 1995 in Guadalajara, Jalisco), auch bekannt unter dem Spitznamen „El Pocho“, ist ein mexikanischer Fußballspieler, der vorwiegend im Mittelfeld agiert.

## Leben
Nachdem er als Kind beim CF Atlas als zu klein befunden und abgelehnt wurde, durchlief er den Nachwuchsbereich des Stadtrivalen Chivas, bei dem er allerdings nur in den Reservemannschaften zum Einsatz kam.
Um Spielpraxis zu sammeln, wurde Guzmán daher vor der Saison 2015/16 an den Ligakonkurrenten CF Pachuca ausgeliehen. Für die Tuzos kam er erstmals in einem am 28. Juli 2015 ausgetragenen Pokalspiel gegen den CF Atlante (1:1) zum Einsatz. Zwei Wochen später absolvierte er am 11. August 2015 sein Debüt in der mexikanischen Liga bei der 3:4-Auswärtsniederlage gegen die Rayados de Monterrey.
Knapp zehn Monate später avancierte er am Abend des 29. Mai 2016 exakt am selben Ort zum Helden seiner Mannschaft. In der 65. Minute des Rückspiels um die Meisterschaft der Clausura 2016 gegen die Rayados de Monterrey wurde Guzmán beim Stand von 1:0 für die Gastgeber (Monterrey) eingewechselt. Im Gesamtergebnis stand es 1:1, weil Pachuca das Hinspiel auf eigenem Platz mit 1:0 zu seinen Gunsten entschieden hatte. Als sich schon alle Akteure und Zuschauer mit einer Verlängerung abgefunden hatten, erzielte Guzmán in der dritten Minute der Nachspielzeit den Treffer zum 1:1, wodurch Pachuca seinen sechsten Meistertitel gewann.
Bereits vor diesem bisher wichtigsten Tor seiner noch kurzen Laufbahn äußerte Guzmán den Wunsch, über seine ursprüngliche Leihdauer hinaus bei Pachuca zu bleiben. Er wolle nur ungern zu Chivas zurückkehren, wo er keine Chance auf Einsätze erhalten hatte.
Im Jahr 2015 absolvierte Guzmán vier Einsätze für die mexikanische U-20-Nationalmannschaft, für die er auch bei allen drei Spielen Mexikos bei der U-20-Fußball-Weltmeisterschaft 2015 mitwirkte, als „El Tri“ bereits nach der Vorrunde ausschied.
2016 gehörte Guzmán zum Aufgebot der mexikanischen U-23-Auswahl, die Mexiko beim olympischen Fußballturnier vertrat und ebenfalls nach der Vorrunde abreisen musste.

## Erfolge
- Mexikanischer Meister: Clausura 2016